# Antinomia jurídica
Antinomia jurídica é uma contradição real ou aparente entre normas dentro de um sistema jurídico, dificultando-se, assim, sua interpretação e reduzindo a segurança jurídica no território e tempo de vigência daquele sistema. Segundo Tércio Sampaio Ferraz Jr., a antinomia jurídica é um tipo de antinomia pragmática, segundo a classificação de Paul Watzlawick.

## Definição
Pode ocorrer entre duas normas, dois princípios jurídicos ou entre uma norma e um princípio aplicado a um caso particular.
O fenômeno da antinomia possui um caráter inerentemente danoso ao sistema jurídico, fazendo com que esse perca parte de seu componente lógico e reduzindo sua credibilidade como um todo. É esperado, tipicamente, que determinado conjunto de normas jurídicas siga certa ordem e possua caráter unitário e íntegro, fazendo com que incompatibilidades óbvias ou difusas confundam os sujeitos e operadores do Direito, dando abertura excessiva para múltiplas interpretações de uma mesma situação real, segundo seu reflexo no Direito. Por isso, é necessário aplicar soluções provindas da hermenêutica  jurídica para resolver estes conflitos e conformá-los ao restante do ordenamento.
Nas palavras de Norberto Bobbio:
| “ | A situação de normas incompatíveis entre si é uma das dificuldades frente as quais se encontram os juristas de todos os tempos, tendo esta situação uma denominação própria: antinomia. Assim, em considerando o ordenamento jurídico uma unidade sistêmica, o Direito não tolera antinomias. | ” |

Para reconhecer uma antinomia jurídica, é necessário verificar a contradição, total ou parcial, entre duas ou mais normas, ambas emanadas por autoridades competentes e no mesmo âmbito jurídico, de forma a gerar nos sujeitos e operadores de Direito uma posição "insustentável pela ausência ou inconsistência de critérios aptos a permitir-lhes uma saída nos quadros de um ordenamento dado."
Em suma, regras são consideradas juridicamente antinômicas quando são (i) jurídicas, (ii) vigentes, (iii) contidas em um mesmo ordenamento, (iv) legítimas e (v) contraditórias.

## Origem do nome antinomia
Antinomia nem sempre teve o significado de contradição jurídica. Na Grécia antiga, o palavra "antinomia" referia-se a uma técnica retórica pela qual o orador (jurídico) desenvolvia uma tese e, ao mesmo tempo, desenvolvia a negação dessa tese, defendendo ambas, mas de forma a levar o ouvinte a acreditar que ele mesmo escolheu uma das alternativas. A palavra era sinônimo de uma defesa irritante e era a marca da falta de objetividade dos advogados da antiguidade.
Quando Justiniano criou seu Digesto, fez questão de escrever, em grego, que a coleção de leis, orgulhosamente, estava isenta de "antinomias", ou seja, ia objetivamente ao ponto, sem circunlóquios retóricos. Na recepção medieval do Digesto, o grego não era mais uma língua amplamente conhecida e a observação de Justiniano teve a interpretação moderna do termo.  

## Tipos de antinomia
Podem ser classificadas como técnicas, normativas, valorativas, teleológicas e de princípios.  
As antinomias jurídicas reais são aquelas em que se percebe um conflito mutuamente exclusivo e/ou incompatível, sendo impossíveis de resolver dentro das linhas e critérios designados pelo ordenamento. Importante notar que a antinomia real não impossibilita sua resolução pontual, ou seja, quando o Poder Judiciário, em qualquer de suas instâncias, decide uma solução pragmática para um conflito real está suprimindo, casuisticamente, a antinomia. Esta variedade de incoerência em um ordenamento representa um erro lógico tão grande que tem como única solução viável para resolução do conflito em nível amplo a exclusão, omissão ou edição de uma das normas conflitantes, já que a mera reinterpretação do conflito pode, por sua vez, ser incompatível com outros elementos do ordenamento.
Por outro lado, as antinomias jurídicas aparentes são aquelas em que se percebe uma solução interpretativa do conflito, devendo o magistrado e o operador do Direito como um todo, utilizar de determinados critérios lógicos, doutrinários e até normativos para resolvê-lo.

### Critérios para a resolução de antinomias aparentes
É importante, primeiramente, notar que raramente alguma lista de critérios a serem observados para resolver um antinomia entre duas normas terá consenso absoluto da comunidade jurídica. Diversos autores buscaram em suas obras criar doutrinas para a definição de critérios, separados por ordem de importância, para esta situação.
Em geral, é possível traçar a origem destas doutrinas a três critérios básicos, a serem aplicados em diferentes situações:
a) Critério Cronológico: trata-se da prevalência da norma posterior, em caso de antinomia entre duas normas criadas ou vigoradas em dois momentos cronológicos distintos. Designa-se a este princípio o termo em latim "lex posterior derogat legi priori", ou seja, lei posterior derroga leis anteriores. O uso deste critério coaduna com os demais critérios temporais continuamente utilizados pelo Direito, encontrando-se lado a lado com o princípio da vigência e eficácia das normas.
b) Critério Hierárquico: consiste na preferência dada, em caso de antinomia, a uma norma portadora de status hierarquicamente superior ao seu par antinômico. Diversos exemplos são citáveis dentro do ordenamento brasileiro, como conflitos entre dispositivos constitucionais (hierarquicamente superiores) e leis ordinárias (hierarquicamente inferiores) ou entre leis ordinárias (hierarquicamente superiores) e decretos (hierarquicamente inferiores). Nomeia-se este princípio no latim "lex superior derogat legi inferiori", ou lei superior derroga leis inferiores.
c) Critério Específico: baseia-se na supremacia relativa a uma antinomia da normas mais específica ao caso em questão. Desta forma, no caso da existência de duas normas incoerentes uma com a outra, verifica-se se ao dispor sobre o objeto conflituoso, uma delas possui caráter mais específico, em oposição a um caráter mais genérico. Diferente dos outros critérios, este possui certo grau de subjetividade, pois se em muitos casos é possível detectar facilmente o par "genérico/específico", em número significativo esta diferença se encontra difusa e difícil de localizar. Denomina-se também "lex specialis derogat legi generali", ou lei especial derroga leis genéricas.